# Andrômaca (Eurípides)
Andrômaca (em grego clássico: Ανδρομάχη) é uma tragédia ateniense escrita por Eurípides. Conta a vida de Andrômaca como um escravo depois da Guerra de Troia e o seu conflito com a esposa de seu mestre, Hermíone. 